# Wanda Modzelewska
Wanda z Grabowskich Modzelewska herbu Dołęga (ur. 18 czerwca 1890 w Garlinie, zm. 21 czerwca 1973 w Gdyni) – polska ziemianka, etnografka, kostiumolożka Państwowego Zespołu Ludowego Pieśni i Tańca „Mazowsze”.

## Życiorys

### Rodzina
Była córką Władysława h. Dołęga i Wandy z Zambrzyckich h. Kościesza Grabowskich. Wychowywała się w Setropiu wraz z bratem Karolem. Ukończyła szkołę urszulanek w Szwajcarii i dwuletnią szkołę rolniczą w Krakowie.
W 1914 r. wyszła za mąż za Mariana Modzelewskiego herbu Trzywdar (1884–1934). Zamieszkała w majątku męża w dworze w Gładczynie w powiecie pułtuskim.
Mieli dwoje dzieci: syna Wiktora (1917–1984) i córkę Marię (1923–2003).
Wiktor w czasie kampanii wrześniowej walczył w 23 Pułku Ułanów Grodzieńskich w ramach Wileńskiej Brygady Kawalerii. Potem był więźniem obozów jenieckich, z których uciekł. Był żołnierzem ZWZ-AK Obwodu Pułtusk ps. „Książę”, „Wiktor”. Pracował w Lubelskiem jako agronom wiejski. W 1945 wrócił do Gładczyna, gdzie został pochwycony przez NKWD. Został skazany na 20 lat łagrów w ZSRR. W 1957 wrócił do kraju w stanie skrajnego wyczerpania. Pracował w różnych Państwowych Gospodarstwach Rolnych, ostatecznie w cukrowni w Malborku. Tam w 1984 zmarł.
Maria (po mężu Leszczyńska) w latach 1947–1952 studiowała na Wydziale Malarstwa Państwowej Wyższej Szkoły Sztuk Pięknych w Sopocie–Gdańsku. W latach 1952–1990 pracowała na Wydziale Architektury Politechniki Gdańskiej. Była artystką malarką, profesorką tej politechniki.

### Działalność na Kurpiach Białych
W okresie międzywojennym Wanda Modzelewska zainteresowała się sztuką ludową Kurpi Białych. Gromadziła hafty i koronki, tiule, wyroby z drewna, wyroby garncarskie i kowalskie. Współpracowała z Towarzystwem Popierania Przemysłu Ludowego oraz Towarzystwem Ochrony Sztuki Ludowej, kontaktowała się z referatem przemysłu ludowego w Ministerstwie Przemysłu i Handlu oraz międzyministerialną Komisją ds. Przemysłu Ludowego. Wszystkie zbiory zgromadzone w Gładczynie zniszczyła II wojna światowa.
W połowie lat trzydziestych XX w. w Gładczynie, w ramach spółdzielni ludowej, powstał ośrodek hafciarsko-koronkarski. Była to kooperatywa stanowiąca zalążek spółdzielczej formy organizacji produkcji chałupniczej. Spółdzielnia gromadziła 120 osób i dawała pracę kobietom z okolicy. Młode Kurpianki nabywały umiejętności wytwórcze i wykorzystywały je w praktyce. Po kilku latach Spółdzielnię Kurpiowskiego Przemysłu Ludowego przeniesiono z Gładczyna do Pniewa. Oprócz haftów i koronek powstawały tu meble, ceramika i przedmioty żelazne. Wyroby rozprowadzano na rynku krajowym i za granicą. Wanda Modzelewska była współzałożycielką spółdzielni i członkinią jej zarządu. Dzięki zatrudnieniu hafciarek z okolicy reaktywowała haft na tiulu stosowany przez Kurpianki Białe na czepcach. Zaadaptowała haft z Puszczy Białej na tkaniny stołowe (powstawały serwety, obrusy itp.). W 1947 spółdzielnię reaktywowano (m.in. dzięki Modzelewskiej), a w 1956 przeniesiono do Pułtuska.

### Majątek
Dzięki jej staraniom w Gładczynie powstały sady, szkółki owocowe oraz plantacja róż i narcyzów. Rozpoczęła hodowlę owiec rasowych. Gospodarstwo specjalizujące się w tych dziedzinach rozwijała po śmierci męża. W latach dwudziestych XX w. majątek liczył 670 ha.
W czasie wojny Modzelewska została usunięta z majątku przez okupanta niemieckiego. Znalazł się na terenie rejencji ciechanowskiej. Po 1945 z powodu realizacji reformy rolnej straciła Gładczyn. W znacjonalizowanym majątku stworzono Państwowe Gospodarstwo Rolne.

### Po II wojnie światowej
By zapewnić byt rodzinie i umożliwić córce zdobycie wyższego wykształcenia, podjęła pracę zarobkową. Po rocznej pracy jako ogrodniczka w Stoczni Gdańskiej (1946) trafiła do Warszawy. Prawdopodobnie od 1947 pracowała w Centralnym Instytucie Kultury Ministerstwa Kultury i Sztuki. Do 1949 prowadziła badania terenowe na całym Mazowszu, Warmii i Mazurach. W 1949, uczestnicząc w obozie naukowym Państwowego Instytutu Badania Sztuki Ludowej (grupa prof. Romana Reinfussa), zetknęła się z regionem i strojem opoczyńskim. W latach 1947–1949 w Wojnowie na Mazurach zorganizowała eksperymentalny ośrodek tkacki.
W 1949 r. została inspektorem nadzoru artystycznego w Zarządzie Głównym Centrali Przemysłu Ludowego i Artystycznego. Do 1958 r. pracowała na różnych stanowiskach (m.in. w ekspozyturze warszawskiej, od 1953 w spółdzielni „Świdry Wielkie” w Otwocku). W początkowym okresie istnienia wzorcowni w „Cepelii” przekazała jej większość zebranych tkanin ludowych, próbek strojów regionalnych i całych autentycznych wzorów. Organizowała kursy tkackie i rogożyniarskie, zbierała ludowe przyśpiewki, notowała piosenki wojskowe i szlacheckie, gromadziła informacje na temat widowisk obrzędowych i zapisywała przepisy kulinarne. Prowadziła badania na Mazowszu, Lubelszczyźnie i Podlasiu. Na zlecenie regionalistów z Sierpeckiego zbierała materiały do rekonstrukcji strojów z terenu Mazowsza Płockiego.
W latach 1962–1966 pracowała jako konsultantka w Centrali Obsługi Przedsiębiorstw i Instytucji Artystycznych.

### Praca w „Mazowszu”
W 1950 r. rozpoczęła współpracę z Państwowym Zespołem Pieśni i Tańca „Mazowsze”. Pasję etnograficzną realizowała, zagłębiając się w kulturę ludową głównie białokurpiowską i opoczyńską. Doświadczenie to wykorzystała w „Mazowszu”, projektując dla zespołu stroje. Od 1950 – początkowo na zasadzie umowy zlecenia, a w latach 1954–1967 na stałym kontrakcie – projektowała dla zespołu stroje ludowe. Skupowała je też do wiejskich kobiet. Spisywała piosenki, opracowywała tańce, zbierała informacje o instrumentach muzycznych regionu. Modzelewska współpracowała z Mirą Zimińską-Sygietyńską. Dzięki Modzelewskiej w repertuarze „Mazowsza” znalazły się utwory, tańce i stroje z terenu Kurpi Białych.

### Spuścizna
Ze zbiorów Wandy Modzelewskiej korzystała Maria Żywirska, historyczka, etnografka i badaczka kurpiowskiej Puszczy Białej.
Wanda Modzelewska napisała kilka artykułów, m.in. na temat białokurpiowskiego haftu na tiulu.
Materiały z jej powojennych badań przechowywane są w Archiwum Polskiej Akademii Nauk. Część zbiorów zostawiła „Cepelii”, część trafiła do Muzeum Kultur Ludowych (dziś Państwowe Muzeum Etnograficzne) w Warszawie. W 1974 ponad 500 próbek tkanin z jej zbiorów zakupiło Muzeum Archeologiczne i Etnograficzne w Łodzi. Tam też przechowywane są jej notatki z badań terenowych oraz przekazane przez „Cepelię” fotografie.

### Ostatnie lata
W 1967 r. Wanda Modzelewska przeszła na emeryturę i zamieszkała u córki Marii Leszczyńskiej h. Trzywdar w Gdyni. Tam zmarła. Jest pochowana na cmentarzu w Orłowie.

## Odznaczenia
W 1955 została odznaczona Srebrnym Krzyżem Zasługi. W 1960 otrzymała dyplom pamiątkowy za 10 lat pracy w „Mazowszu”.

## Upamiętnienie
Została wspomniana na wystawie czasowej „Harciarka ręczna” dostępnej między 10 czerwca a 18 września 2022 w Muzeum Kultury Kurpiowskiej w Ostrołęce. W 2022 Muzeum Etnograficzne w Toruniu wydało Materiały o kulturze i sztuce ludowej Polski jej autorstwa. Redaktorką opracowania jest etnografka Elżbieta Miecznikowska.